# Ђурађ Јакшић
Ђурађ Јакшић (Дрниш, 22. јул 1977) српски политичар и историчар.

## Биографија
Председник Извршног одбора Српске радикалне странке и председник Градског одбора Српске радикалне странке Нови Сад. Заменик градоначелника Новог Сада.
Основну школу "Ђорђе Натошевић", гимназију "Исидора Секулић" и факултет завршио је у Новом Саду. Дипломирао је 2003. године на Филозофском факултету у Новом Саду и стекао звање професора историје. 
Од 2005. до 2016. године био је запослен у Заводу за заштиту споменика културе града Новог Сада, као стручни сарадник, са положеним стручним испитом и звањем историчара конзерватора. Члан је Друштва конзерватора Србије и ICOMOS Србија - Међународног савета за споменике и споменичке целине.
Члан је Српске радикалне странке од 2000. године. Од фебруара 2009. године обавља функцију председника Градског одбора Српске радикалне странке у Новом Саду. У периоду 2005—2009. године обављао функцију заменика председника Градске општине Нови Сад. Пет пута биран је за одборника у Скупштини Града Новог Сада (2004, 2008, 2012, 2016. и 2020). На локалним изборима 2012, 2016. и 2020. године био је кандидат Српске радикалне странке за градоначелника Новог Сада.
На покрајинским изборима 2016. године, изабран је за покрајинског посланика, као први на листи "Др Војислав Шешељ — Српска радикална странка". У мандату 2016 - 2020 био је председник одборничке групе Српске радикалне странке у Скупштини Града Новог Сада и председник Посланичке групе "Др Војислав Шешељ - Српска радикална странка" у Скупштини АП Војводине.
На покрајинским изборима 24. јуна 2020. изабран је за посланика, као први на листи "Др Војислав Шешељ - Српска радикална странка".
Потпредседник је Јужнобачког окружног одбора Српске радикалне странке, а обављао је и функцију потпредседника Извршног одбора Српске радикалне странке.
На седници Централне отаџбинске управе, која је одржана 7. јула 2020. изабран је за председника Извршног одбора Српске радикалне странке.
Дугогодишњи је члан највиших страначких органа — Централне отаџбинске управе и Председничког колегијума Српске радикалне странке.
На предлог Његовог Преосвештенства владике Бачког Иринеја Буловића, Свети архијерејски синод Српске православне цркве, одликовао га је високим орденом Светог Симеона Мироточивог. Орден му је уручен на Ђурђиц, славу Града Новог Сада, 16. новембра 2018. године, у Саборној цркви Светог Ђорђа у Новом Саду.
Ожењен је Јеленом Јакшић (рођена Ђуровић) и отац је четворо деце — Анђелија (2010), Добрила (2012), Дане (2013) и Василија (2017).

## Одликовања
- Орден Светог Симеона Мироточивог (Српске православне цркве)